# Chartreux
| Chartreux                    | Chartreux                    |
| Standard FIFé: CHA, TICA: CX | Standard FIFé: CHA, TICA: CX |
| ---------------------------- | ---------------------------- |
| Fell-Länge                   | Kurzhaarkatze                |
| Größe                        | mittelgroß bis groß          |
| Gewicht                      | Kater: 6–7 kg Katze: 4–5 kg  |
| erlaubte Farben              | alle Blautöne                |
| nicht erlaubte Farben        | alle anderen Farben          |
| erlaubte Fellzeichnung       | zeichnungsfrei               |
| nicht erlaubte Fellzeichnung | tabby                        |
| Liste der Katzenrassen       |                              |

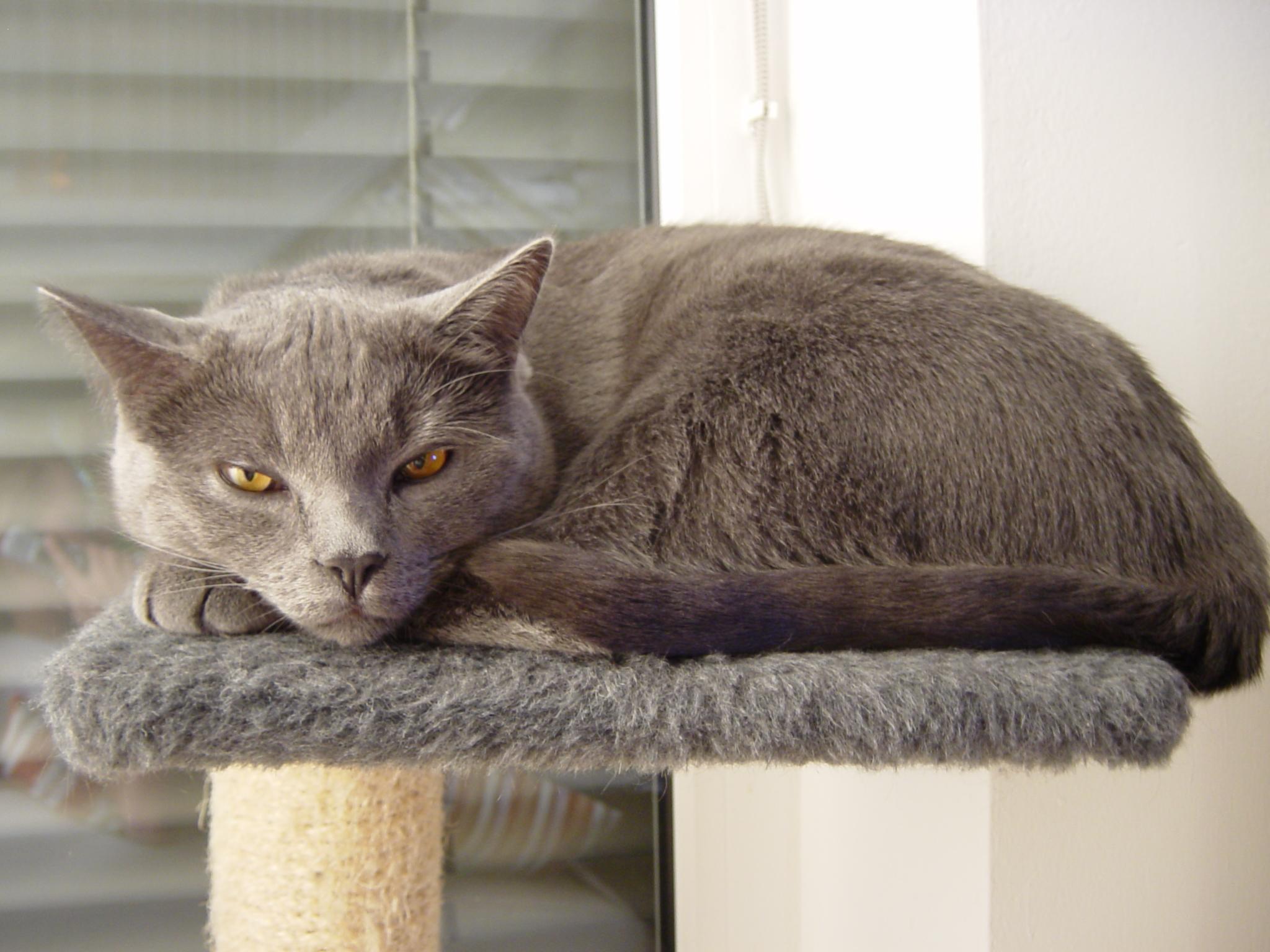
Kartäuser – Chartreux

Die Chartreux, im deutschen Volksmund seit Import der gleichfarbigen langhaarigen Varietät der Angorakatze nach Europa auch als Kartäuser oder Malteserkatze bezeichnet, ist eine französische Rassekatze mit blaugrauem Fell und bernsteinfarbenen Augen.

## Herkunft
Es wird aufgrund ihrer Fellstruktur vermutet, dass die Chartreux ursprünglich aus den Bergen Syriens oder dem Felsengebirge zwischen der Türkei und dem Iran stammt. Demnach gelangte die Rasse durch Handelsbewegungen mit dem Vorderen Orient nach Frankreich und war bis ins 19. Jahrhundert sehr bedeutsam für die Pelzindustrie und zur Nahrungsgewinnung. Die moderne Zucht begann 1925 durch die Geschwister Léger auf der Insel Belle-Île, der größten der bretonischen Inseln, da hier eine ausreichende Population an wildlebenden grauen Katzen (den Vorläufern der heutigen Chartreux) bestand.
Obwohl es naheliegt, hat diese Rasse nichts mit den Kartäuser-Mönchen zu tun. Es wird vermutet, dass die Chartreux nach der in der Farbe ähnlichen, blaugrauen Wollsorte Pile des Chartreux benannt wurde, die aus Spanien importiert wurde.

## Geschichte
Da im Zweiten Weltkrieg die Anzahl der Chartreux sehr gering war und man Inzucht vermeiden wollte, wurde zeitweise die Britisch Kurzhaar (BKH) mit der französischen Chartreux gekreuzt, was heute in den Zuchtverbänden nicht mehr erlaubt ist. Anfang der 1970er Jahre wurden die blauen Farbschläge beider Rassen vom internationalen Zuchtverband FIFe unter dem gemeinsamen Namen Chartreux zusammengefasst, in Deutschland und Österreich eingedeutscht zu Kartäuser. Zudem wurden Perserkatzen eingekreuzt, was die Merkmale der ursprünglichen Chartreux zunehmend verdrängte; nur die typische blaue Färbung des Fells und die Augenfarbe erinnerten im Wesentlichen an diese Rasse.
Parallel dazu wurden die wenigen ursprünglichen französischen Chartreux weiterhin gezüchtet, vor allem in Frankreich und den Benelux-Ländern, aber nicht mit anderen Rassen gekreuzt. So blieben die Merkmale der Chartreux bis heute erhalten. Durch die Bemühungen des Präsidenten des Club Du Chat Des Chartreux, Jean Simonnet, der in mehreren Veröffentlichungen die Unterschiedlichkeit der Rassen BKH und Chartreux dargestellt hatte, erkannte 1977 die FIFe die Chartreux als eigenständige Rasse mit eigenem Standard an. Heute darf sich nur noch die Chartreux Kartäuser nennen, was aber nicht verhindert, dass einige Züchter der Britisch Kurzhaar die blauen Vertreter der Rasse immer noch als Kartäuser bezeichnen.

## Aussehen
Die Chartreux ist kräftig und muskulös, der Kater größer als die Katze. Schädel und Schnauze sind bei beiden gut ausgeprägt, ebenfalls der Brustkorb. Der Kopf ist trapezförmig. Beim Kater umrahmen die Backen das Gesicht wie eine Kapuze. Die mittelgroßen Ohren sind relativ eng und hoch gesetzt und stehen aufrecht, was dem Gesicht einen aufmerksamen Ausdruck verleiht. Die leicht schräg platzierten Augen haben eine intensiv gelbe Farbe. Das Fell ist einfarbig blaugrau, kurz, dicht und leicht wollig.

## Charakter

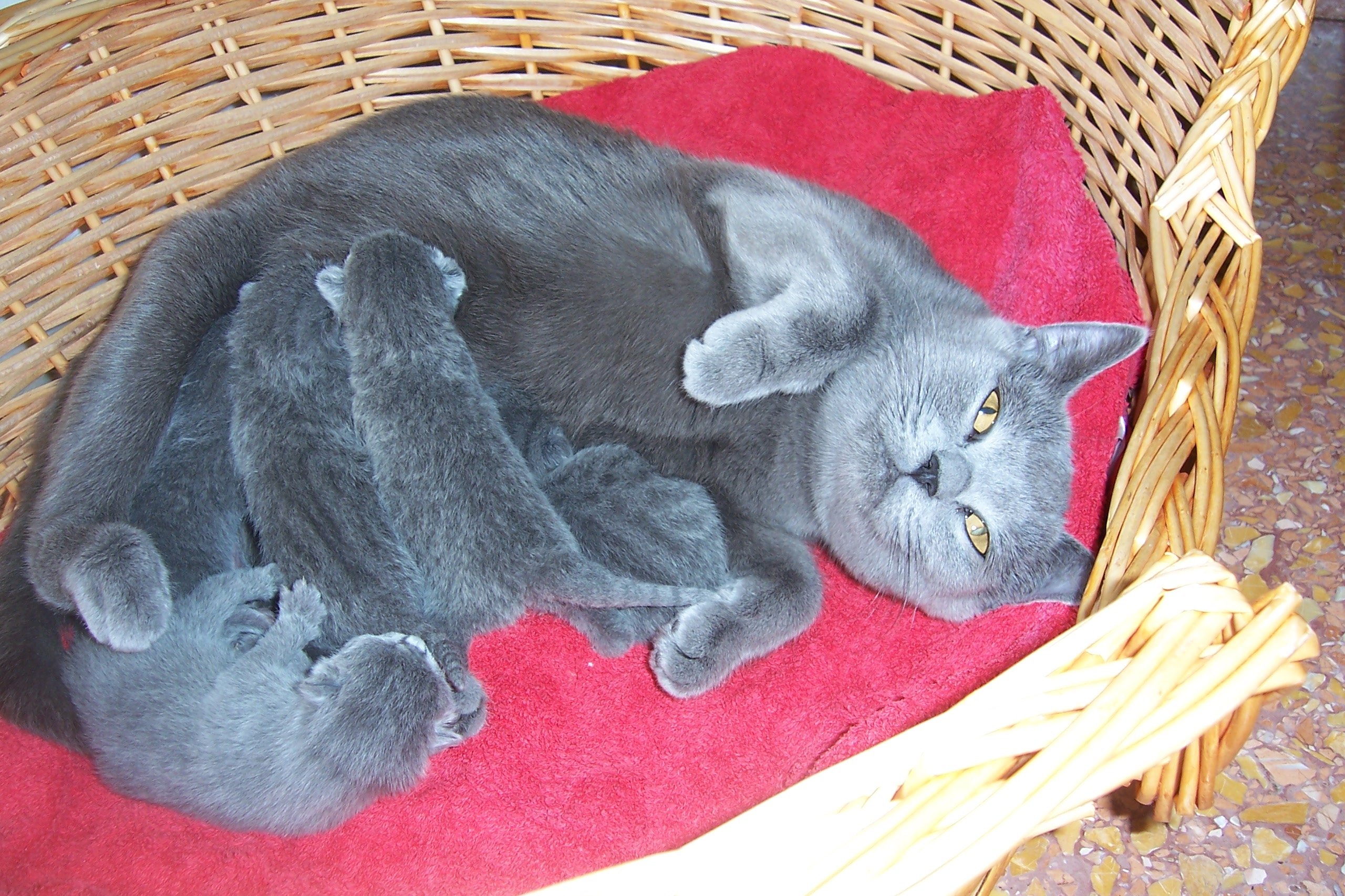
Chartreux mit Jungen

Die Chartreux gilt als intelligente Rasse, die in einer neuen Umgebung schnell heimisch wird und ihren Menschen überall hin folgt. In ihrer Heimat Frankreich bezeichnet man sie auch als Hunds-Katze, da sie häufig auf ihren Namen hört und das Apportieren lernen kann.
Die Stimme dieser Rasse ist eher fein und ruhig. Neben der reinen Wohnungshaltung eignet sie sich aufgrund ihrer Robustheit und ihres dichten Fells für die Haltung mit Freilauf. Das über jahrhundertelange Überleben in freier Wildbahn hat der Chartreux bis in die heutige Zeit die Ursprünglichkeit der Naturrasse erhalten.

## Rassestandard

### Eigenschaften
| Rassestandard Chartreux am Beispiel der Fédération Internationale Féline (Category III – shorthair & somali) | Rassestandard Chartreux am Beispiel der Fédération Internationale Féline (Category III – shorthair & somali) | Rassestandard Chartreux am Beispiel der Fédération Internationale Féline (Category III – shorthair & somali)                             |
| Körperteil                                                                                                   | Merkmal | Beschreibung |
| --- | --- | --- |
| Kopf | Form | trapezförmig, unten breit und oben schmal, flache Stirn                                                                                  |
| Kopf | Nase | mittellang, breit und gerade, keine Stupsnase                                                                                            |
| Kopf | Schnauze | kantig, jedoch relativ klein |
| Ohren | Form | mittelgroß |
| Ohren | Lage | hoch am Schädel sitzend, aufmerksam aufgerichtet                                                                                         |
| Augen | Form | groß und weit geöffnet, nicht zu rund, äußerer Augenrand leicht nach oben gewandt                                                        |
| Augen | Farbe | lebendig und klar, dunkelgelb bis tiefes Kupfer, rein und intensiv                                                                       |
| Körper | Körperbau | kräftig und muskulös mit breiter Brust                                                                                                   |
| Beine | Form | mittellang im Verhältnis zum Körper, starke Muskeln, großen Pfoten                                                                       |
| Schwanz | | In derselben Farbe wie der Körper, mittellang, zum Körper passend, er kann etwas dünner zulaufen, die Spitze muss jedoch abgerundet sein |
| Fell | Struktur | glatt, dicht, wolliges Unterfell, üppiges Wachstum, nach oben stehend                                                                    |
| Fell | Farbe | alle Blautöne sind zugelassen, helles blau-grau wird bevorzugt, entscheidend ist jedoch die Gleichmäßigkeit des Farbtons                 |
| Besonderheiten                                                                                               | | Katzen sind erheblich kleiner als Kater, mit schmalerer Brust und schmaleren Wangen                                                      |

### Fehler
Als Fehler gelten unter anderem eine Stupsnase, runde Augen, eine trübe oder blasse Augenfarbe und eine fehlende Augenumrandung. Ebenfalls unerwünscht sind Ringzeichnungen am Schwanz, Geisterzeichnungen oder andere Fellzeichnungen an Schwanz oder Körper.
Ebenfalls nicht erlaubt sind eine runde oder orientalische Kopfform und grüne Augen. Als Fehler des Fells gelten weiße Haare, Sandtöne, bräunliche oder rötliche Fellfarben sowie ein zu stark ausgeprägter Farbunterschied zwischen Deckhaar und Unterfell.

### Bewertung
| Punkteskala FIFé | Punkteskala FIFé                                                                     | Punkteskala FIFé    |
|                  |                                                                                      | Punkte (gesamt 100) |
| ---------------- | ------------------------------------------------------------------------------------ | ------------------- |
| Kopf             | allgemeine Form, Nase, Kiefer und Zähne, Stirn, Kinn, Platzierung und Form der Ohren | 25                  |
| Augen            | Form und Größe                                                                       | 30                  |
| Körper           | Form, Größe, Knochenstruktur, Form der Beine und Pfoten                              | 25                  |
| Schwanz          | Form und Länge                                                                       | 10                  |
| Fell             | Farbe, Qualität und Textur, Länge                                                    | 25                  |
| Zustand          |                                                                                      | 80                  |

## Krankheitsdisposition
Aufgrund der Häufigkeit der Blutgruppe B besteht bei Verpaarung einer Katze mit Blutgruppe B mit einem Kater mit Blutgruppe A oder AB die Gefahr einer felinen neonatalen Isoerythrolyse bei den Katzenwelpen.

## Genetik
Bei blauen Katzen wie der Chartreux, aber auch der Korat und den British Blue (BKH) bzw. Russisch Blau, wird das schwarze Eumelanin durch einen Diluter (=Verdünner; d/d genannt) zu blau verdünnt. Das Gen, das durch eine Mutation den Diluter darstellt wurde als MLPH (Melanophilin) identifiziert. Es wird voll durchdringend, autosomal rezessiv vererbt. Orange/rote Katzen werden durch das Allel zu cremefarben, chocolate-braune zu lilac. Die Mutation ist ein einzelnes fehlendes Basenpaar in Exon 2 des Gens, das zu einem Abbruch der Transkription führt. Dies resultiert in vergrößerten Pigmentgranula, die ungleich im Haarschaft verteilt werden. Dadurch kommt es zu einer schlechteren Lichtabsorption und so zu einer Aufhellung des Fells.